# 오성초등학교 (경기)
오성초등학교는 대한민국 경기도 평택시에 있는 공립 초등학교이다.

## 학교 연혁
- 1941.10.08 오성공립국민학교 설립 개교(2학급)
- 1943.04.03 (안중보통학교 부설)오성간이학교 병합, 편입
- 1981.03.01 병설유치원 개원(1학급)
- 1997.12.29 종합장학 우수교 교육감 표창
- 2004.09.24 2004년도 평택시종합생활체육대회3부 종합1위
- 2004.12.24 교육과정 편성, 운영 질관리평가 최우수교 표창
- 2005.09.15 제7회 평택학생종합체육대회2부 종합1위
- 2013.12.05 학생건강관리 및 체력증진 우수교 교육감 표창
- 2014.02.13 제69회 졸업장 수여식
- 2014.03.01 13학급(특수 1학급), 유치원 편성
- 2014.09.01 제28대 정성시 교장 취임

## 참고 자료
- 오성초등학교 - 한국교육학술정보원 학교알리미